# 阮文年
阮文年（發音：[ŋwiən˦ˀ˥ van˧˧ nen˧˧]；1957年7月14日—），越南政治人物、法學學士。现任越共中央政治局委员、胡志明市市委書記。

## 生平
阮文年於1975年參加工作，在西寧省鵝油縣公安局任職，歷任刑事調查隊長、公安局副局長、局長，1989年任越共鵝油縣委常委，1992年至1996年任越共鵝油縣委常務副書記、縣人民議會主席，1996年至1999年任越共鵝油縣委書記、縣人民議會主席。1999年至2006年任越共西寧省委組織部長、省委常委。2004年至2006年任西寧省人民議會主席，2006年至2010年任越共西寧省委副書記、省人民委員會主席，2010年至2011年任越共西寧省委書記。
2011年當選為第十一屆越南共產黨中央委員會委員，2011年7月至2013年2月任越南西原工作指导委员会副主任，2013年3月至11月任越共中央宣教部副部长，2013年11月14日至2016年任越南中央政府辦公廳主任。
2016年1月27日當選為第十二屆越南共產黨中央委員會委員、中央书记处书记并于2016年2月4日出任越南共產黨中央辦公廳主任。2020年10月11日不再担任。
2020年10月17日任胡志明市市委書記。
2021年1月，在越南共產黨第十三次全國代表大會上当选为新一届政治局委员。